# 高田屋顕彰館・歴史文化資料館
高田屋顕彰館・歴史文化資料館（たかたやけんしょうかん・れきしぶんかしりょうかん）は兵庫県洲本市のウェルネスパーク五色・高田屋嘉兵衛公園内にある同市出身の海商高田屋嘉兵衛をテーマとする博物館である。菜の花ホール（なのはなホール）の別称がある。

## 概要
ゴローニン事件と司馬遼太郎の小説「菜の花の沖」で知られる江戸時代後期の海商高田屋嘉兵衛の功績を紹介する施設である。彼の埋葬地に彼の顕彰を目的として五色町（現洲本市）が開設したウェルネスパーク五色・高田屋嘉兵衛公園内に立地する。同園開園と同時の1995年（平成7年）に開館した。

## 主な収蔵品・展示品

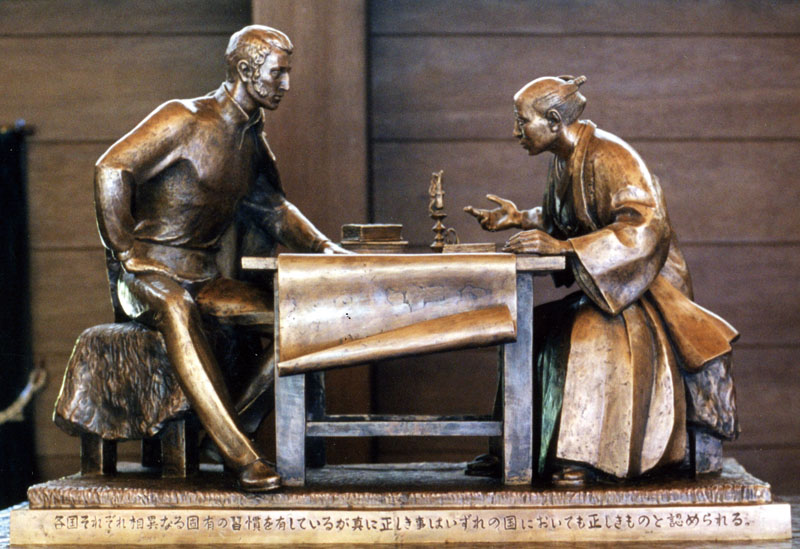
高田屋顕彰館・歴史文化資料館所蔵

- ペトロパブロフスク・カムチャツキーにおける高田屋嘉兵衛とピョートル・リコルド像
- 辰悦丸1/2スケール模型
- 菱垣廻船、樽廻船、北前船、安宅船などの船模型
- 船磁石、船箪笥などの民具
- 高田屋の経営文書
- 日露外交文書
- 「ゴローニン事件」関係資料
- アイヌ文様などの北方資料

## 施設
- 展示室 - 1F、2F
- 「高田屋」店舗玄関ジオラマ
- 1F映像ホール - 300インチハイビジョン映像システム
- 備考 - 1997年度通商産業省グッドデザイン賞受賞

## 利用情報
- 開館時間 - 10:00から17:00まで
- 休館日 - 火曜日（休日の場合、翌平日）（1月後半6月に臨時休館有り）

## 周辺
- 高田屋嘉兵衛公園・ウェルネスパーク五色
- 多聞寺 - 高田屋嘉兵衛菩提寺。徒歩3分。
- 都志港
- 洲本市立五色図書館